# Walentina Iwachnienko
Walentina Iwachnienko, ros. Валентина Ивахненко, ukr. Валентина Івахненко, Wałentyna Iwachnenko (ur. 27 czerwca 1993 w Jałcie) – rosyjska tenisistka ukraińskiego pochodzenia.

## Kariera tenisowa
Zwyciężyła w siedmiu turniejach singlowych oraz trzydziestu pięciu deblowych rangi ITF. Najwyższe miejsce w rankingu singlowym WTA Tour – 167. pozycję – osiągnęła 30 lipca 2018 roku. Podczas notowania 28 listopada 2016 zanotowała najlepszy rezultat w grze podwójnej – zajmowała 104. lokatę.
W październiku 2014 otrzymała rosyjskie obywatelstwo.

## Finały turniejów WTA
| Legenda                     | Legenda |
| --------------------------- | ------- |
| Wielki Szlem                |         |
| Igrzyska olimpijskie        |         |
| WTA Tour Championships      |         |
| 2009 – 2020                 |         |
| WTA Premier Mandatory       |         |
| WTA Premier 5               |         |
| WTA Premier                 |         |
| WTA International Series    |         |
| WTA 125K series (2012–2020) |         |

### Gra podwójna 1 (0–1)
| Końcowy wynik | Nr | Data             | Turniej  | Nawierzchnia  | Partnerka         | Przeciwniczki        | Wynik finału   |
| ------------- | -- | ---------------- | -------- | ------------- | ----------------- | -------------------- | -------------- |
| Finalistka    | 1. | 10 kwietnia 2016 | Katowice | Twarda (hala) | Marina Mielnikowa | Eri Hozumi Miyu Katō | 6:3, 5:7, 8–10 |

## Wygrane turnieje rangi ITF
| turnieje z pulą nagród 100 000 $   |
| turnieje z pulą nagród 75/80 000 $ |
| turnieje z pulą nagród 50/60 000 $ |
| turnieje z pulą nagród 25 000 $    |
| turnieje z pulą nagród 15 000 $    |
| turnieje z pulą nagród 10 000 $    |

### Gra pojedyncza
|    | Data       | Turniej | Kat. | ($)    | Naw.    | Finalistka            | Wynik          |
| 1. | 28/03/2010 | Antalya | ITF  | 10 000 | twarda  | Mihaela Buzărnescu    | 6:3, 6:0       |
| 2. | 04/04/2010 | Antalya | ITF  | 10 000 | twarda  | Daniëlle Harmsen      | 6:3, 7:6(5)    |
| 3. | 02/10/2010 | Bucza   | ITF  | 25 000 | ceglana | Oksana Lubcowa        | 6:2, 2:0 krecz |
| 4. | 06/08/2011 | Moskwa  | ITF  | 25 000 | ceglana | Walerija Sołowjowa    | 6:1, 6:3       |
| 5. | 23/04/2017 | Pula    | ITF  | 25 000 | ceglana | Georgina García Pérez | 7:5, 6:3       |
| 6. | 15/04/2018 | Tunis   | ITF  | 25 000 | ceglana | Chloé Paquet          | 6:2, 6:2       |
| 7. | 04/11/2018 | Pula    | ITF  | 25 000 | ceglana | Pia Cuk               | 6:2, 6:1       |